# Provincia de Bengkulu
La provincia de Bengkulu (indonesio: Bengkulu) es una provincia de la costa oeste de la isla indonesia de Sumatra; además incluye varias islas, como Enggano y Mega. Desde 1968, la actual provincia autónoma de la isla de Sumatra es la más pequeña. Tiene una superficie de 21.168 km², que en términos de extensión es similar a la de El Salvador. Su capital, Bengkulu, tenía alrededor de 340.000 habitantes en 2007.

## Economía
La minería del carbón es una actividad económica importante en Bengkulu. Tres empresas mineras de carbón actualmente en actividad producen entre 200.000 y 400.000 toneladas de carbón al año, que se exporta a Malasia, Singapur, Asia Meridional, y Asia oriental.
La pesca, sobre todo de atún y caballa, es una actividad importante. Productos agrícolas exportados por la provincia son el jengibre, brotes de bambú, y caucho.
Su capital es servida por el Aeropuerto de Fatmawati Soekarno.

## Demografía
En 2010, la población de esta provincia era de 1.715.518 personas. Como tiene una extensión de 21.168 kilómetros cuadrados, la densidad poblacional es de aproximadamente 81 habitantes por kilómetro cuadrado.

### Evolución histórica de la población
- 1971 519.316 habitantes
- 1980 768.064 habitantes
- 1990 1.179.122 habitantes
- 1995 1.409.117 habitantes
- 2000 1.567.436 habitantes
- 2010 1.715.518 habitantes
- 2015 1.872.136 habitantes
- 2020 2.010.670 habitantes
- 2022 2.060.092 habitantes

### Grupos étnicos

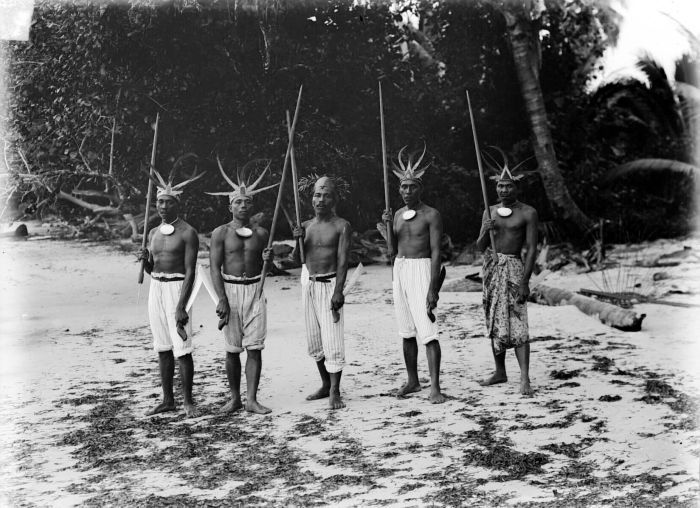
Guerreros tradicionales Bengkulu en la isla de Enggano.

En Bengkulu viven varios grupos étnicos indígenas. Los rejangs constituyen el 60,4% de la población. El segundo grupo étnico más grande es el javanés, que forma alrededor del 24%. Otros grupos étnicos indígenas minoritarios son los lembak, los serawai, los ekal, los enggano, los pasemah, los minangkabau y los malayos indonesios. También hay grupos étnicos no indígenas que en su mayoría provienen de otras partes de Indonesia, como los sondaneses, los ya mencionados javaneses, los achinenses, los madureses, los batak, los chinos y otros.

### Religión
Según cifras del censo de 2010, el 97,29% de la población era musulmana y el 2,04% era cristiana. El resto de religiones presentes en la provincia son el Hinduismo, profesada en su mayoría inmigrantes balineses (0,22%), el Budismo (0,13%), creencias tradicionales (0,32%).

### Lenguas
Como el resto de Indonesia, el indonesio es el idioma oficial  y se emplea en ocasiones formales, instituciones y asuntos gubernamentales, mientras que los idiomas locales se utilizan ampliamente en la vida diaria.
La mayoría de las lenguas indígenas de Bengkulu pertenecen al grupo malayo de las lenguas austronesias, como las variedades bengkulu malayo, lembak, pekal y minangkabau. El idioma más hablado de la provincia, el rejang, es el único idioma de Borneo que se habla en Sumatra (y uno de los tres fuera de Borneo, además del malgache de Madagascar y el yakán en Basilan).
El enggano se clasifica como una rama muy divergente del malayo-polinesio, pero su clasificación todavía esta sometida a debate. Una lengua menos estudiada es la lengua nasal, que puede estar relacionada con el rejang o formar su propia rama del malayo-polinesio.